# Brüsszeli tizenkettő
Brüsszeli tizenkettő az összefoglaló neve annak a tizenkét játékfilmnek, melyeket az 1958-as brüsszeli világkiállítás alkalmával a világ legkiválóbbjainak választottak.

## A zsűri
A Filmarchívumok Nemzetközi Szövetsége (FIAF) és a Filmtörténészek Nemzetközi Szövetsége közösen választotta ki a zsűrit, amely 27 ország legjobb filmtörténészei közül került ki. A zsűri a filmtörténet első hatvan évének filmterméséből, vagyis az 1895 és 1955 között készült filmek közül választhatott. Tagjai postán küldték el a 30 film címlistáját tartalmazó szavazatukat. Ezek közül szűkítették tizenkettőre a legtöbb voksot kapott filmek, illetve rendezők listáját, melyet azóta  is Brüsszeli tizenkettő néven emlegetnek.

## A lista

### A „brüsszeli tizenkettő” rangsor szerinti listája
1. Szergej Mihajlovics Eisenstein: Patyomkin páncélos (1925)
2. Charlie Chaplin: Aranyláz (1925)
3. Vittorio De Sica: Biciklitolvajok (1948)
4. Carl Theodor Dreyer: Jeanne d’Arc szenvedései (1928)
5. Jean Renoir: A nagy ábránd (1937)
6. Erich von Stroheim: Gyilkos arany (1924)
7. D. W. Griffith: Türelmetlenség (1916)
8. Vszevolod Illarionovics Pudovkin: Anya (1926)
9. Orson Welles: Aranypolgár (1941)
10. Alekszandr Petrovics Dovzsenko: Föld (1930)
11. Friedrich Wilhelm Murnau: Az utolsó ember (1924)
12. Robert Wiene: Dr. Caligari (1919)

### A tizenegy legjobb rendező
1. Charlie Chaplin (250 szavazat)
2. Sz. M. Eizeinstein (168 szavazat)
3. René Clair (135 szavazat)
4. Vittorio De Sica (125 szavazat)
5. D. W. Griffith (122 szavazat)
6. John Ford (107 szavazat)
7. Jean Renoir (105 szavazat)
8. C. Theodor Dreyer (99 szavazat)
9. Erich von Stroheim (93 szavazat)
10. W. F. Murnau (90 szavazat)
11. R. J. Flaherty (82 szavazat)

## Dokumentumfilmek, magyar filmek
A dokumentumfilm népszerűsítésére és a szavazás sikerén felbuzdulva az 1964-es mannheimi dokumentumfilm-fesztiválon hasonló módon szavazták meg a műfaj 12 legjobbnak tartott alkotását. 1968-ban a Filmkritikusok Nemzetközi Szövetségének (FIPRESCI) Budapesten tartott éves konferenciájának keretében a magyar filmszakma is kiválasztotta az elmúlt húsz év legjobbnak tartott tizenkét magyar játékfilmjét.